# 1 kwietnia 2000
1 kwietnia 2000 (niem. 1. April 2000) – austriacki film science-fiction w reżyserii Wolfganga Liebeneinera. Premiera filmu miała miejsce 19 listopada 1952.

## Obsada
- Hilde Krahl - Prezydent Unii Globalnej
- Josef Meinrad - Premier
- Waltraut Haas - Mitzi
- Judith Holzmeister - Ina Equiquiza
- Elisabeth Stemberger - Sekretärin
- Ulrich Bettac - Moderator Robinson
- Karl Ehmann - Cabinet Chief
- Peter Gerhard - Hieronymus Gallup
- Curd Jürgens - Capitano Herakles
- Robert Michal - Wei Yao Chee
- Heinz Moog - Hajji Halef Omar
- Guido Wieland - Alessandro Bibalini
- Paul Hörbiger - Augustin